# Olaf Kirchstein
Olaf Kirchstein (* 4. Juli 1965 in Lutherstadt Eisleben) ist ein ehemaliger deutscher Sportschütze im Wurfscheibenschießen in der Disziplin Trap.

## Leben und Karriere
Kirchstein war Teilnehmer der Olympischen Spiele 2004 in Athen und nahm am Trap-Wettkampf teil, er belegte den siebten Platz mit 119 von 125 geworfenen Wurfscheiben. 1993 wurde er bei der Weltmeisterschaft in Barcelona mit der Mannschaft Dritter und im gleichen Jahr, sowie 2003 Vizeeuropameister in Brünn im Einzelwettkampf. Mit der Mannschaft wurde Kirchstein 1993 Europameister in Brünn und Vizeeuropameister 2001 in Zagreb, sowie 2003. 2002 und 2004 gab es Bronze.
Olaf Kirchstein wurde zweimal DDR-Meister, zweimal DDR-Vizemeister und erhielt zweimal Bronze. Nach der Wiedervereinigung dreimal Deutscher Meister, fünfmal Vizemeister und erhielt viermal Bronze. 